# Kloster Kirants

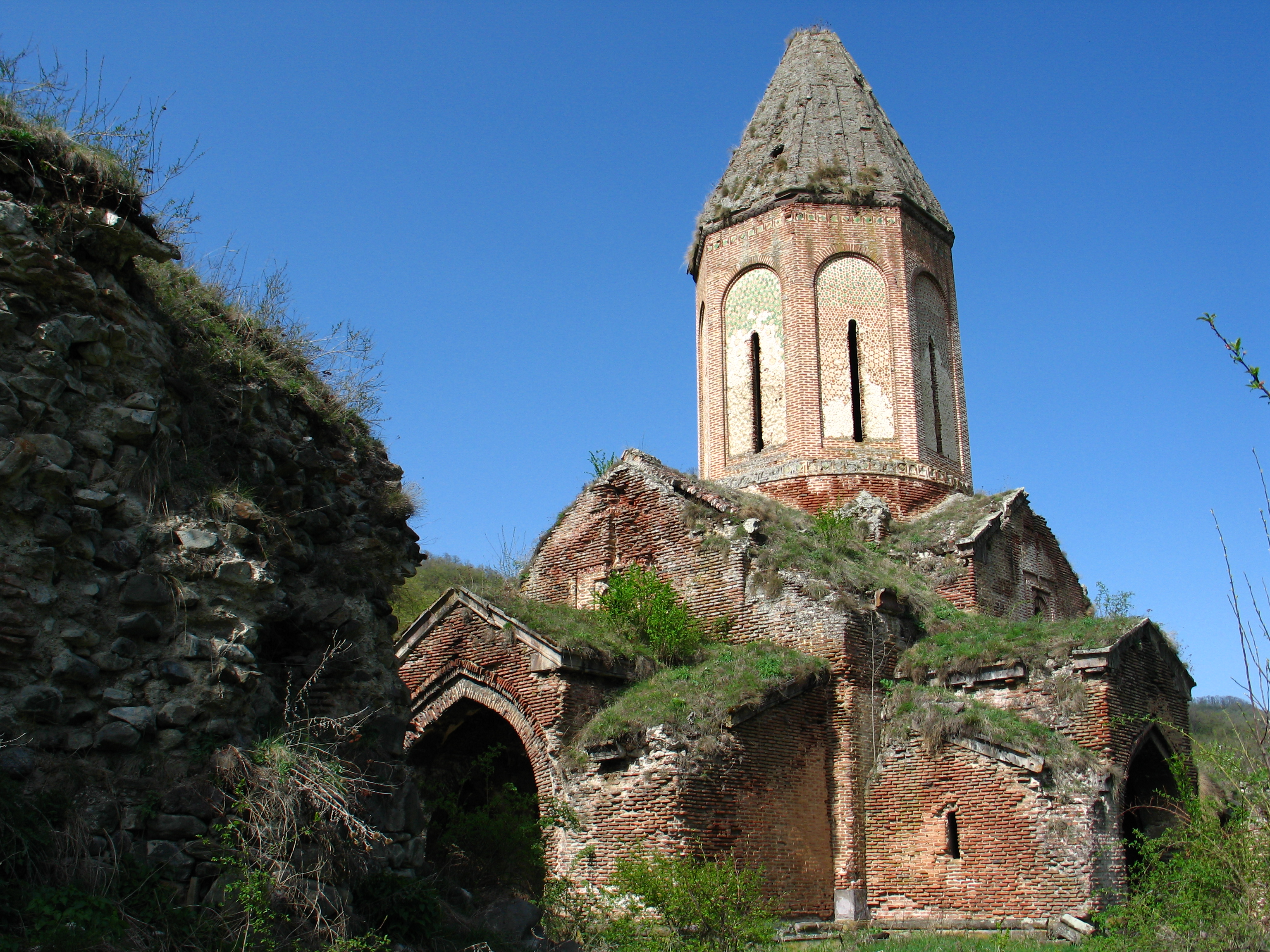
Kloster Kirants

Das Kloster Kirants (armenisch Կիրանց Վանք Kiranz Wank) ist ein ehemaliges Kloster der Armenischen Apostolischen Kirche in der armenischen Provinz Tawusch. Es gilt als ein bedeutendes Beispiel mittelalterlicher armenischer Architektur. Es wurde im 13. Jahrhundert gegründet.

## Lage
Das Kloster liegt am linken Ufer des Flusses Kunen etwa zwölf Kilometer südwestlich des Dorfes Kirants (bis 1967: Getashen) inmitten ausgedehnter Wälder.

## Baubeschreibung

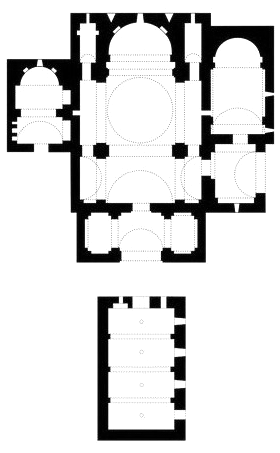
Grundriss des Klosters. Oben die Hauptkirche mit den angebauten Vorhallen und Kirchen, unten das Refektorium.

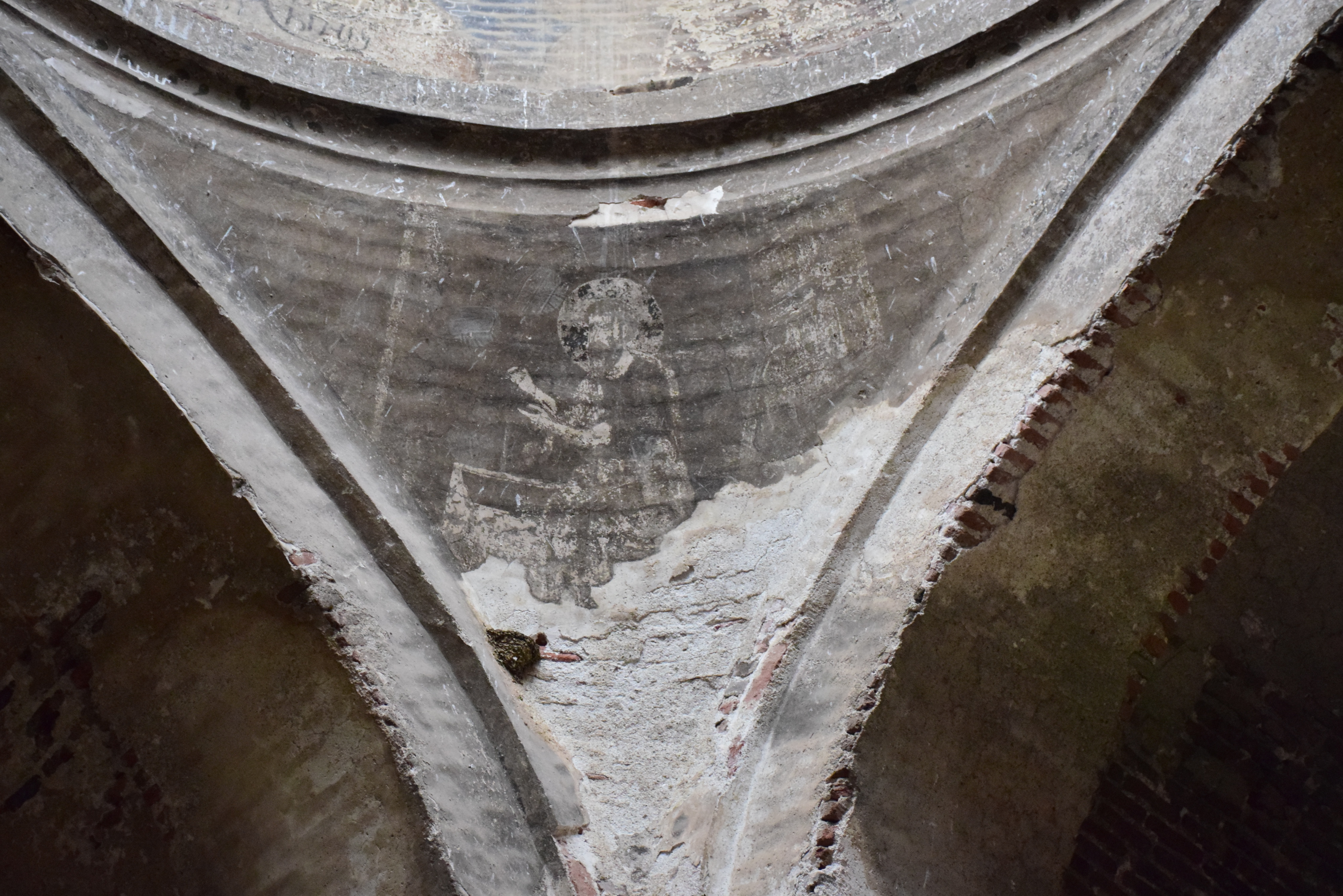
Darstellung eines Evangelisten auf einem der vier Pendentifs

Der Klosterkomplex ist von Verteidigungsmauern umgeben, die heute weitgehend zerstört sind. Das Zentrum der Anlage kann im Südwesten über ein Portal mit großen Torbogen betreten werden. Im Inneren stehen drei Kirchen, zwei Vorhallen, ein Refektorium sowie mehrere Wohn- und Wirtschaftsräume. Als eines der wenigen armenischen Klöster ist es größtenteils aus Ziegelsteinen gebaut. Lediglich kleine Teile der Anlage bestehen aus fein gehauenem festen Sandstein.
Die Hauptkirche ist eine Kreuzkuppelkirche mit zweistöckigen Seitenkapellen auf beiden Seiten der halbrunden Altarapsis. Sie ist 11,04 Meter lang und 10,5 Meter breit. Die Kirche wurde ganz aus Ziegelsteinen gebaut und dürfte damit in Armenien einzigartig sein. Als typisches Beispiel der armenischen Kirchenarchitektur wird der kleine zentrale Kirchenraum von einer Kuppel mit einem achteckigen Tambour bekrönt. Dieser ruht auf überhöhten Spitzbögen (Lanzettbögen), welche ihrerseits ein Säulenpaar mit den Ecken der Apsis verbinden.
Außen ist der Tambour ist mit einem Mosaik aus verschiedenfarbigen und -förmigen Kacheln verziert, die geometrische Muster bilden. Im Zentrum jeder der acht Seiten des Tambours gibt es langgezogene Fensteröffnungen, durch die Licht in das Gebäude gelangen kann. Der Tambour ist mit einem spitz zulaufendem Walmdach bekrönt.
Die beiden Eingänge der Kirche sind über vorgebauten gewölbte Hallen im Westen und Süden erreichbar. Der Innenraum der Kirche ist mit Kalk verputzt und mit Fresken ausgeschmückt. In der Kuppel ist Christi Himmelfahrt abgebildet. Die Innenseite des Tambour zeigt Szenen aus dem Alten Testament und auf den Pendentifs, den sphärischen Dreiecken zwischen den tragenden Säulen, finden sich Darstellungen der vier Evangelisten Matthäus, Markus, Lukas und Johannes. Der vordere Teil des Altars und die innere Seite der Eingangswand sind mit natürlichen und geometrischen Motiven verziert.
Westlich und südlich sind der Hauptkirche zwei einschiffige Hallenkirchen vorgebaut. Sie wurden ebenfalls aus Backstein errichtet. Wie in der Hauptkirche gibt es auch an den kalkverputzten Innenwänden der kleineren Kirchen Fragmente von Fresken aus dem 13. Jahrhundert. Die Türen sind mit aufwendigen Schnitzereien mit floralen und geometrischen Mustern verziert.
Das Refektorium (=Speisesaal) des Klosters liegt etwa 10 Meter westlich der Hauptkirche. Es ist 17,9 Meter lang und 9,5 Meter breit und wurde aus einer Kombination von teilweise behauenem Sandstein sowie Flusssteinen in Form von Kopfstein erbaut. Der Speisesaal gilt als eines der wichtigsten Denkmäler der armenischen mittelalterlichen Architektur und gilt als eines der größten Refektorien seiner Zeit. Die Außenmauern des Gebäudes umschließen eine große Halle mit einem halbkreisförmigen Gewölbe, das durch drei Bögen gegliedert wird, die ihrerseits auf drei Säulenpaaren ruhen. Möglicherweise hatte es einen Eingang an der heute zerstörten Westwand. Auch die Nebenräume des Refektoriums sind überwölbt. Wie in den Kirchen sind im Speisesaal Freskenfragmente mit georgischen und griechischen Inschriften an den Wänden erhalten. Diese Inschriften verweisen darauf, dass das Kloster wie viele andere im Norden Armeniens im 13. Jahrhundert nicht der Armenisch Apostolische Kirche, sondern  den chalcedonischen Kirchen angehörte.
Der Friedhof des Klosters liegt östlich der Hauptkirche. Unter den Grabsteinen gilt der des Archimandriten (=Klostervorsteher) Mamia aus dem Jahre 1698 als der bedeutendste.